# Campobasso (provins)
Campobasso är en provins i regionen Molise i Italien. Campobasso är huvudort i provinsen. Provinsen etablerades 1860 när Kungariket Sardinien annekterade området från Kyrkostaten. När regionerna bildades blev den en provins i regionen Abruzzo men bildade en region 1963. Provinsen Isernia bröts ut 1970.

## Administration
Provinsen Campobasso är indelad i 84 comuni (kommuner). Alla kommuner finns i lista över kommuner i provinsen Campobasso.